# 沙氏獅
沙氏獅是一種已滅絕的貓科，目前唯一發現的化石為於南非斯泰克方丹洞穴發掘的一枚犬齒，由羅伯特·布魯姆於約1940發現，並於1948年以學名Felis shawi進行發表。沙氏獅被認為是目前已知非洲最古老的豹屬物種。

## 描述
所發現犬齒為上顎左犬齒，大小較現存雄獅的犬齒大而厚。齒冠基部面積為31 mm × 24 mm（1.22英寸 × 0.94英寸），完整長度則推估有67.5 mm（2.66英寸）；相較之下獅子的齒冠基部面積為28.3 mm × 22 mm（1.11英寸 × 0.87英寸），平均長度則為54 mm（2.1英寸）。